# Aegiceras corniculatum

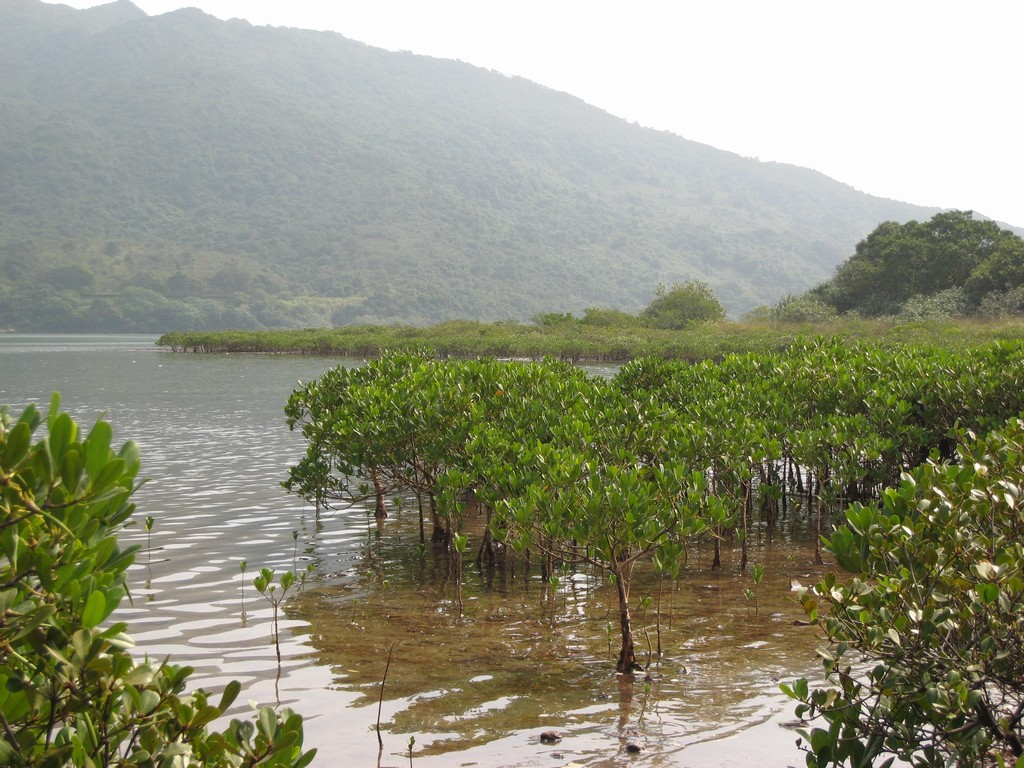
Aegiceras corniculatum

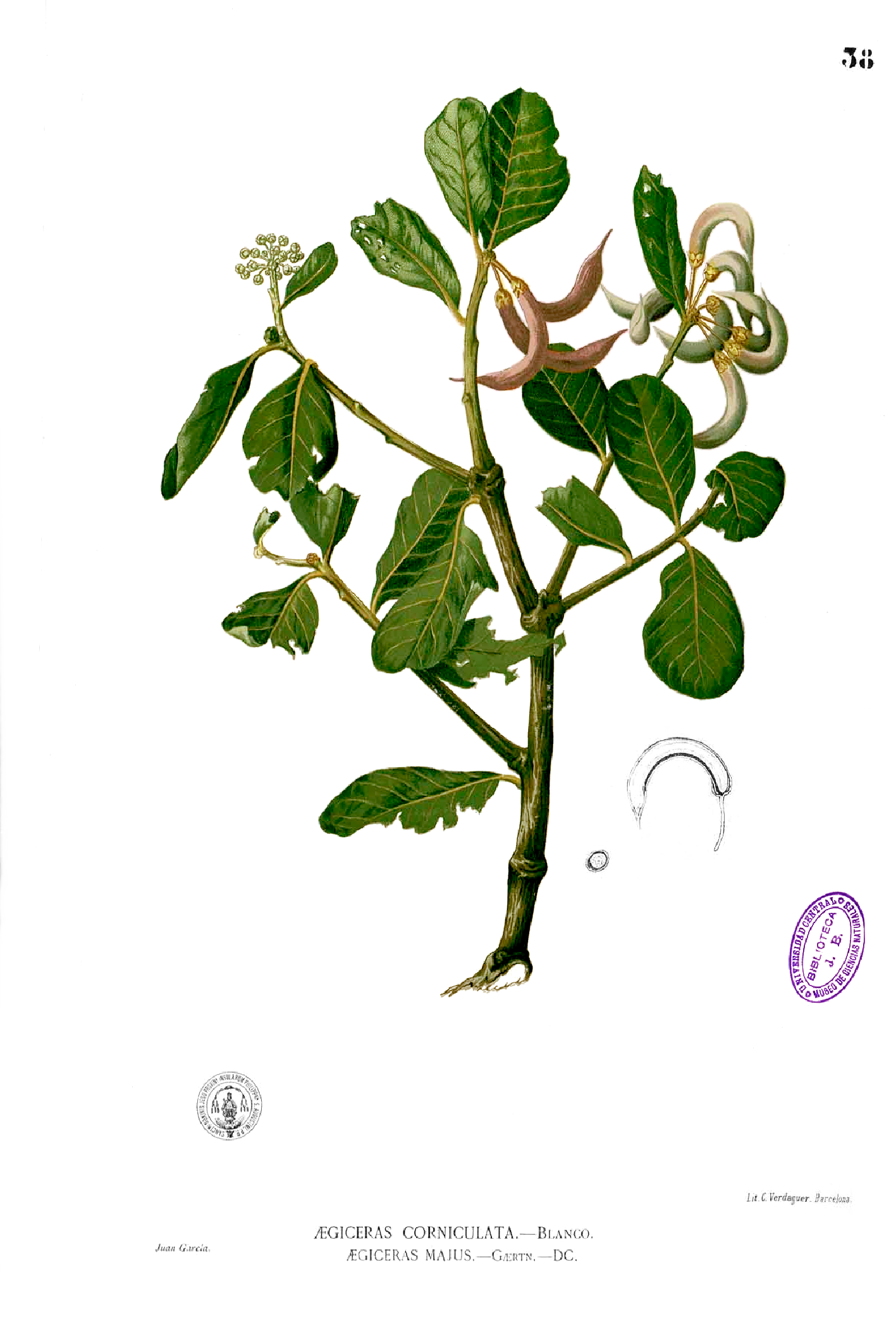
Vista de la planta

Aegiceras corniculatum es una especie de arbusto o pequeño árbol manglar perteneciente a la familia de las primuláceas.

## Distribución y hábitat
Tiene su distribución en las zonas costeras y estuarios que van desde la India a través del Sur de Asia Oriental hasta el sur de China, Nueva Guinea y Australia. Crece en el barro en los estuarios y canales de marea, a menudo en el borde del mar de la zona de manglares.

## Descripción
Aegiceras corniculatum  crece como un arbusto o árbol pequeño de hasta 7 m de altura, aunque a menudo es considerablemente menor. Sus hojas son alternas, obovadas, de 30-100 mm de largo y 15-50 mm de ancho, enteras, coriáceas y minuciosamente salpicadas. Sus flores son fragantes, pequeñas, blancas y se producen como racimos umbelados de 10 a 30 flores, con un pedúnculo de hasta 10 mm de largo y con pedicelos 10-18 mm de largo. El cáliz es de 2-4 mm de largo y la corola de 4-6 mm de largo. El fruto es curvo y cilíndrico o con forma de cuerno, de color verde claro a rosa  y  de 20 a 75 mm de largo.

## Propiedades
El extracto de Aegiceras corniculatum tiene propiedades analgésicas.

## Taxonomía
Aegiceras corniculatum fue descrita por (L.) Blanco y publicado en Flora de Filipinas 79. 1837.
Sinonimia
- Aegiceras fragrans K.D.Koenig
- Aegiceras majus Gaertn.
- Aegiceras malaspinaea A.DC.
- Aegiceras minus A.DC.
- Aegiceras obcordatum Steud.
- Aegiceras obovatum Blume
- Malaspinaea laurifolia C.Presl
- Rhizophora aegiceras J.F.Gmel.
- Rhizophora corniculata L.
- Umbraculum corniculatum (L.) Kuntze[6]